# 李熙昇
李熙昇（イ・ヒスン、朝鮮語: 이희승、1896年6月9日〈陰暦：4月29日〉 - 1989年11月27日）は、大韓民国の言語学者、詩人、随筆家。本貫は全義李氏。字は聖世（ソンセ、성세）、号は一石（イルソク、일석）。

## 年譜
- 1930年：朝鮮語学会会員。朝鮮語綴字法統一案制定に参加
- 1932年：梨花女子専門学校教授。朝鮮語学会幹事及びハングル学会理事
- 1945年：ソウル大学校文理科大学教授
- 1952年：ソウル大学校大学院副院長
- 1954年：大韓民国学術院終身会員選出
- 1957年：ソウル大学校文理科大学学長
- 1961年：ソウル大学校定年退職
- 1962年：ソウル大学校名誉教授推戴
- 1963年：東亜日報社社長
- 1965年：大邱大学校院長
- 1968年：学術院副会長
- 1969年：成均館大学校碩座教授、大学院長
- 1971年：檀国大学校東洋学研究所長

## 受賞歴
- 1957年：学術院功労賞
- 1960年：ソウル市教育功労賞
- 1962年：建国勲章 独立章、学術院功労賞
- 1978年：仁川文化賞
- 1989年：国民勲章 無窮花章